# لونا ۱۰

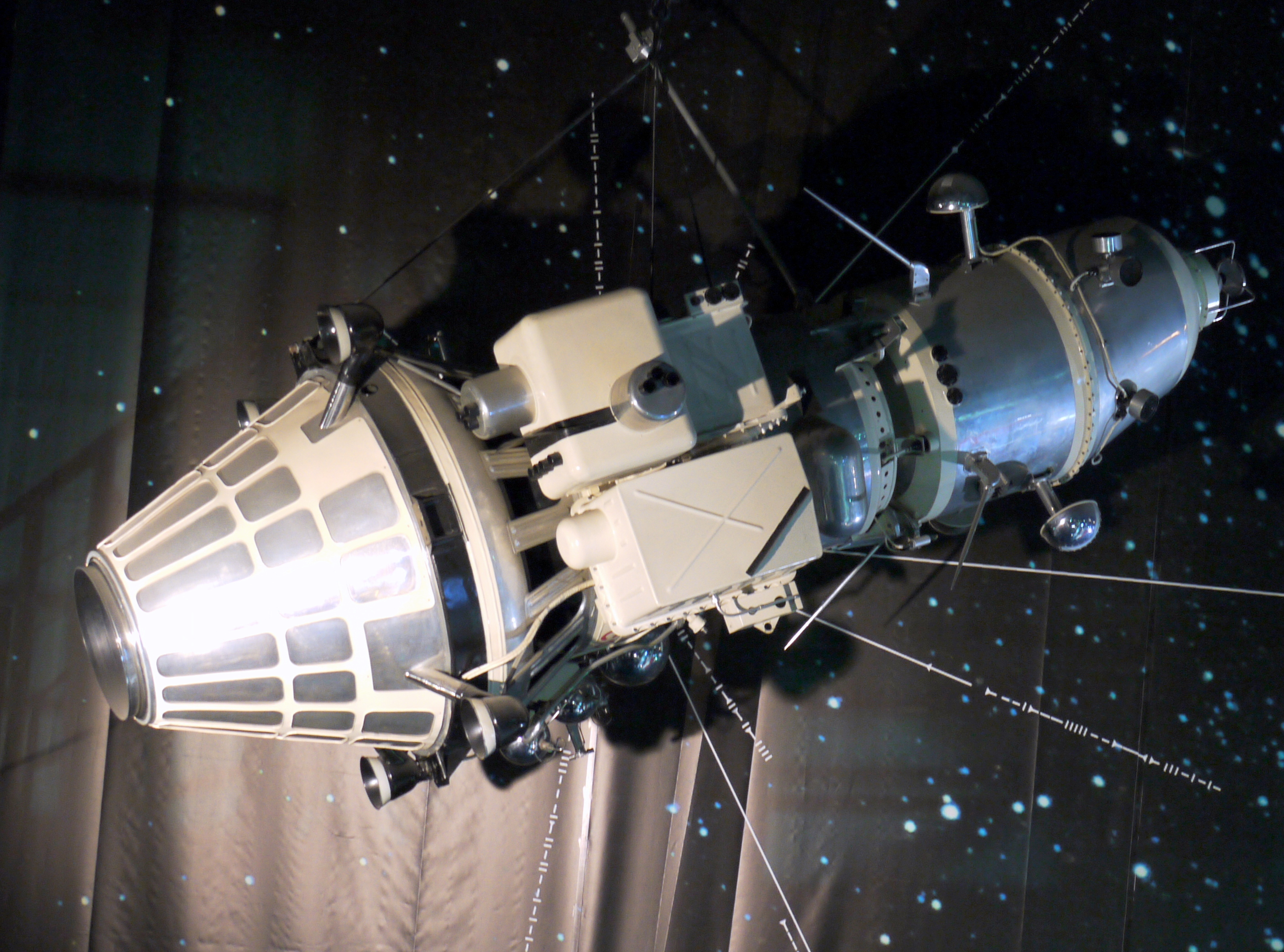
نمایی از ماکت فضاپیمای رباتیک لونا ۱۰ در «موزهٔ هوافضای فرانسه» - ۲۰۰۹

لونا ۱۰ (به انگلیسی: Luna 10) یا لونیک ۱۰ (به انگلیسی: Lunik 10) یک فضاپیمای رباتیک برنامه لونا ساخت اتحاد جماهیر شوروی سوسیالیستی بود. این فضاپیما در ۳۱ مارس ۱۹۶۶ به فضا پرتاب شد و برای نخستین بار دور مدار کره ماه چرخید.
این مدارگرد نخستین ساخته بشر بود که مانند یک قمر مصنوعی به دور یک جسم به جز زمین گردش می‌کرد